# Kienzlerhansenhof

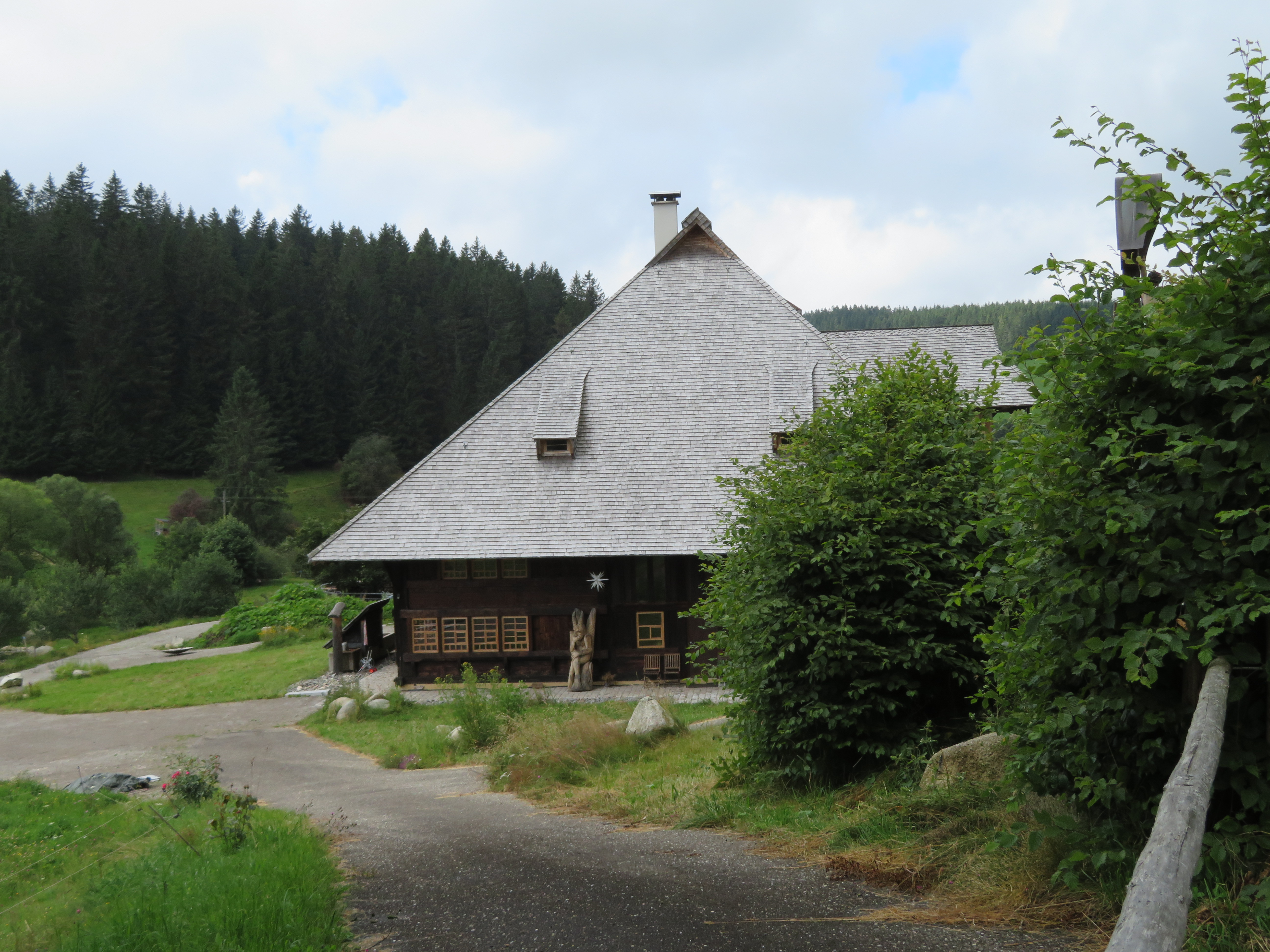
Der Kienzlerhansenhof

Der Kienzlerhansenhof mit der Adresse Oberort 5 in Schönwald im Schwarzwald ist ein alter Eindachhof. Er wurde 1591 erbaut. 

## Geschichte und Beschreibung
Der Kienzlerhansenhof wurde 1591 am Hang oberhalb der Gutach errichtet. Seine Nordtraufe steht parallel zum Hang. Der Bau ist in drei Längs- und sechs Querzonen untergliedert; im Osten befindet sich der Wohnteil mit einer Stube, der Küche und dem Hausgang, auf der Westseite und somit der Wetterseite schließen sich die Dreschtenne und ein Stall an, in dessen Mitte der Futtergang liegt. Eindachhöfe dieser Art mit tiefgezogenen Walmdächern sind landschaftstypisch. Die Bauern lebten von etwas Viehzucht, Waldnutzung und Ackerbau in relativ geringfügigem Umfang; schneereiche Winter und starke Winde aus südwestlicher Richtung gehörten zu ihren Lebensbedingungen. Typischerweise wurde daher der Wirtschaftsteil des Hofes auf der Wetterseite untergebracht und trug so zum Schutz der Wohnseite bei. 
Im südöstlichen Teil des Wohnbereichs findet sich ein zweigeschossiges Stubengefach. Ein Kachelofen dient zur Beheizung der Stube im Erdgeschoss, Licht erhält sie durch zwei Fensterreihen an den beiden Außenseiten. Über dieser Wohnstube befand sich einst die Stubenkammer, also das Schlafzimmer für die Hausbewohner. Sie war über eine Treppe erreichbar, die nicht erhalten geblieben ist. Dieser Teil des Hauses ist unterkellert, wobei sich allerdings die Frage auftut, ob dies den ursprünglichen Zustand darstellt. Möglicherweise wurde die Unterkellerung auch erst geschaffen, nachdem im 18. Jahrhundert die Kartoffel eingeführt worden war, zu deren Lagerung man eines Kellers bedurfte. Nördlich des Stubenteils befindet sich die Küche, die ursprünglich beide Geschosse einnahm. Die Dachkonstruktion ist deshalb rußgeschwärzt. Im Nordosten des Wohnteils befinden sich ein Bergkeller und eine darüberliegende Kammer.
Der Wirtschaftsteil auf der westlichen Seite des Hofes ist ebenerdig angelegt; er war ursprünglich nur von der Südseite her zu betreten, nicht über den Hausgang, der die gesamte Tiefe des Gebäudes einnahm. Später wurde offenbar die Dreschtenne umgebaut, wobei auch Durchgänge vom Wohn- zum Wirtschaftsteil angelegt wurden.  
Etliche Bohlenwände aus der Zeit der Erbauung des Hofes sind erhalten geblieben, ebenso Reste einer Verkleidung aus hölzernen Schindeln im Obergeschoss im Bereich des außenliegenden Gangs.
Das Obergeschoss weist die gleiche Struktur auf wie das Erdgeschoss. Vom Hausgang im Obergeschoss aus ist der auskragende äußere Gang entlang der Südtraufe zu betreten. Von dort aus sind drei Kammern im Obergeschoss des Wirtschaftsteils zu erreichen. Zwei davon waren wohl für Gesinde bestimmt, die dritte für Vorräte. Außerdem befindet sich im Obergeschoss noch der Heuboden. 
Sowohl urkundlich als auch durch eine Inschrift am Bug über dem Hausgang ist das Baujahr 1591 belegt. Der Hof wurde allerdings später durch einen zweigeschossigen Anbau auf der Ostseite erweitert. Dieser Anbau, als Altenteil genutzt, wurde aber spätestens 1976 wieder entfernt. Eine weitere Veränderung war die Erneuerung der Trennwand zwischen der Küche und dem Bergkeller als Trockenmauer, während hier die ursprüngliche Wand aus Holz gebaut gewesen war. Außerdem wurde im 18. Jahrhundert eine Hocheinfahrt auf der Hangseite eingerichtet. Zunächst nutzte man dafür offenbar den östlichen Anbau, dann wurde die Einfahrt aber in die Mitte des Hauses verlegt und schließlich nochmals versetzt und verbreitert, weshalb ein Querbund der alten Dachkonstruktion zerschnitten werden musste. Der Bau einer solchen Hocheinfahrt bedingte auch die Errichtung einer sogenannten Fahr, einer Brücke im Hausinneren, von der aus das Heu vom Wagen auf die Heubühne abgeladen werden konnte. Eine weitere Folge dieser Veränderung war, dass die ebenerdige Dreschtenne, die man einst von Süden her betreten hatte, überflüssig wurde. Daher wurde in den ursprünglich über zwei Geschosse sich erstreckenden Raum eine Zwischendecke eingezogen und im Obergeschoss eine Kammer eingerichtet, die über den Hausgang zu erreichen war. 
1976 wurde der Hof modernisiert. Der Wandabschluss auf der östlichen und südlichen Seite des Wohnteils wurde erneuert, nachdem der Anbau auf der Ostseite wieder entfernt worden war. Hölzerne Außenverkleidungen und Sprossenfenster mit kleinen Scheiben kaschierten aber diese neuen Wände. Auf der Innenseite blieben die bauzeitlichen Bundständer sowie der Eckständer der Stube, bei dem sich der Herrgottswinkel befand, erhalten. Die Rauchküche, die bis zu diesem Umbau zwei Geschosse hoch gewesen war, wurde bei dem Umbau horizontal geteilt. Weitere Veränderungen betrafen z. B. die Stalleinbauten und den Futtergang. Statt der alten Gerüstständer, die abgeschnitten wurden, wurden Stahlstützen im Erdgeschoss eingebaut. Das Dach wurde mit Faserzement eingedeckt, wobei aber Teile des alten Holzschindeldachs unter der neuen Deckung erhalten blieben. 
Unter Denkmalschutz gestellt wurde das Gebäude aufgrund der erhaltenen bauzeitlichen Elemente und der Bauteile aus dem 18. Jahrhundert.

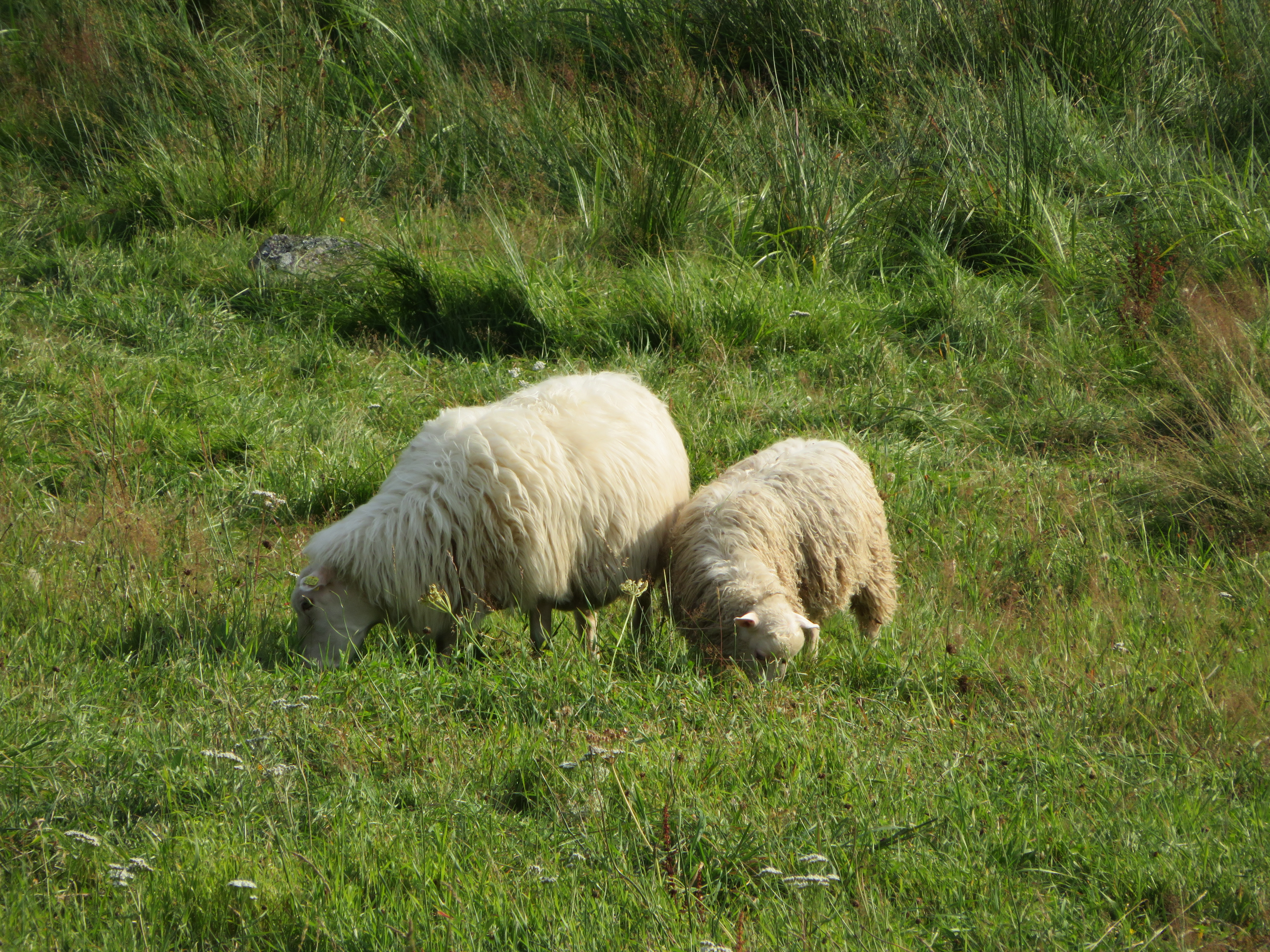
Zwei Moorschnucken in Schönwald

Der Hof befand sich rund 150 Jahre lang im Besitz der Gemeinde, dann wurde er im Bieterverfahren an Ingolf Gössel und Anja Kluge, zwei Stuttgarter Architekten des Büros gk Gössel + Kluge . Generalplaner GmbH verkauft, die ihn im Rahmen des Büro-Projektes nicht nur denkmalgerecht sanieren und als Betriebssitz, bzw. Projektbüro nutzen, sondern dort auch wieder in vollem Umfang  die Landwirtschaft betreiben wollten. Dies war auch beim Verkauf so gefordert worden.
Nachdem sich im Jahr 2013 gezeigt hatte, dass der Hof in größeren Teilen renovierungsbedürftig war, wurde eine denkmalgerechte Sanierung angestrebt. Damit ging auch die Entfernung der Zwischendecke in der alten Rauchküche einher, die zwar aus denkmalschützerischer Sicht nicht erforderlich war, aber den Wünschen der Eigentümer entsprach. Dadurch wurde es möglich, wieder ein  Gwölm einzubauen. Die Veränderungen aus den 1970er Jahren wurden rückgängig gemacht. Bäder, eine Sauna, ein Haustechnikraum, ein Abstellraum, ein Arbeitszimmer und ein Raum für die Pufferspeicherheizung wurden eingebaut, indem man z. B. Teile des alten Tennengangs und des oberen Hausgangs nutzte. Das Dach wurde wieder mit Holzschindeln eingedeckt, unter denen die historischen Reste der Dacheindeckung erhalten blieben.
2016 erhielten die Eigentümer für die Restaurierung des Hofes den Denkmalschutzpreis Baden-Württemberg, es folgten der HolzbauPlus-Preis, der KFW Award Bauen, der Deutsche Landbaukulturpreis und der Staatspreis Baukultur Baden-Württemberg 2020. 

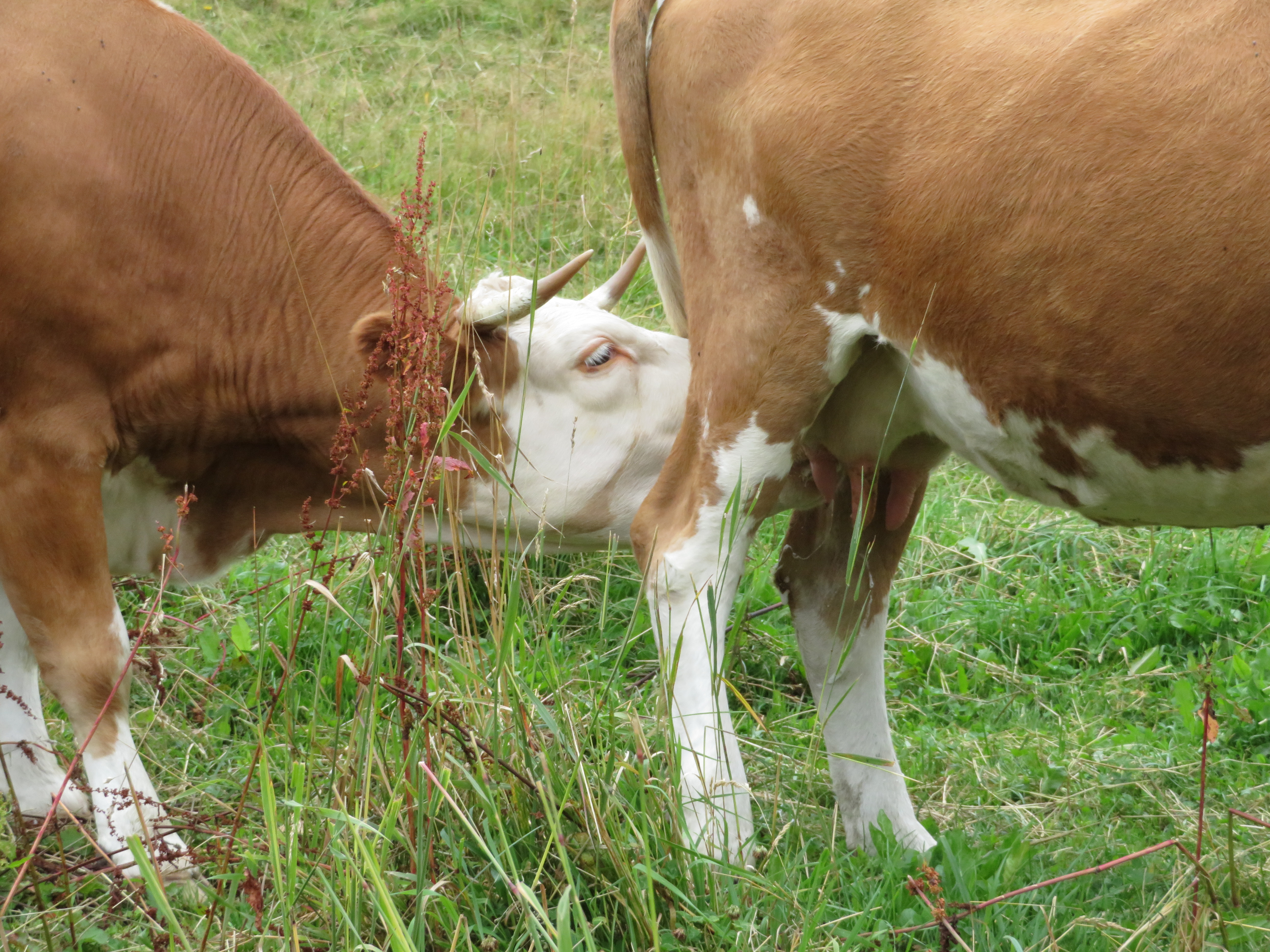
Hinterwälder in Schönwald

Gössel und Kluge entschieden sich, was die landwirtschaftliche Nutzung des Hofes betrifft, zwei kleine Herden Moorschnucken und Hinterwälder Rinder anzuschaffen, die für die Haltung auf den umliegenden Weiden gut geeignet schienen, und die Rinder in Mutterkuhhaltung im Familienverband zu halten. Der Hof war ihnen allerdings nur mit einem kleinen Gartengrundstück verkauft worden, die Weiden für ihre Tiere mussten sie pachten. Beim Kauf war ihnen zugesichert worden, dies werde kein Problem darstellen. Einige Jahre später beschloss aber der Gemeinderat, die Weiden neu zur Verpachtung auszuschreiben bzw. bei einer Neuverpachtung zwei weitere in Oberort ansässige Betriebe zu begünstigen. Bürgermeister Christian Wörpel sprach von „diversen Vorfällen und Ereignissen“ und erklärte, aufgrund „der schwerwiegenden Vorkommnisse“ und weil die Gemeinde „nicht einverstanden mit der Betriebsführung und dem allgemeinen Umgang der Pächterin respektive des Betriebs“ sei, würden „diese gemeindeeigenen Flächen an mehrere, andere örtlich verwurzelte landwirtschaftliche Betriebe verpachtet“ werden. Gössel erklärte seinerseits aber, es habe nie einen negativen Vorfall bei der Tierhaltung gegeben und der Betrieb habe einen guten Leumund. Wörpel beharrte auf seinem Standpunkt, machte aber in einem Interview keine konkreten Angaben über die Beanstandungen.